# Voci 2
Voci 2 è un album del 1993 di Mario Lavezzi.

## Tracce
1. La bandiera - 4:20 (con Biagio Antonacci)
2. Splash - 5:08 (con Manrico Mologni)
3. Bianche raffiche di vita - 4:39 (con Luca Carboni, Laura Valente e Mango)
4. Donna di una sera - 4:37 (con Paolo Vallesi)
5. Sarebbe un'idea - 4:40 (con Giulia Fasolino)
6. Finalmente in Tennessee - 5:02 (con Paolo Belli)
7. Piccoli brividi - 4:30 (con Luca Jurman)
8. Ci vorresti tu - 4:19 (con Elena Roggero)
9. Si cambia - 5:36 (con Alessandro Bono e Cristiano De André)
10. Bianche raffiche di vita (Reprise) - 0:57 (con Mango)

## Formazione
- Mario Lavezzi – voce, chitarra acustica
- Emanuele Ruffinengo – tastiera, programmazione
- Charlie Cinelli – basso
- Alfredo Golino – batteria
- Phil Palmer – chitarra elettrica
- Francesco Saverio Porciello – chitarra acustica
- Luca Bignardi – programmazione
- Celso Valli – tastiera
- Gogo Ghidelli – chitarra elettrica
- Paolo Caruso – percussioni
- Paolo Gianolio – chitarra acustica
- Fernando Brusco – tromba
- Mauro Parodi – trombone
- Rudy Trevisi – sax
- Giancarlo Porro – sassofono baritono
- Giulia Fasolino, Elena Roggero, Silvio Pozzoli – cori